# San Juan de la Costa
San Juan de la Costa è un comune del Cile della provincia di Osorno nella Regione di Los Lagos. Al censimento del 2002 possedeva una popolazione di 8.831 abitanti.

## Società

### Evoluzione demografica
| Censimento del 1992 | Censimento del 2002 |
| 9.778 ab.           | 8.831 ab.           |